# Матенци
Матенци су насељено место у саставу града Доње Стубице у Крапинско-загорској жупанији, Хрватска. До територијалне реорганизације у Хрватској налазили су се у саставу старе општине Доња Стубица.

## Становништво
На попису становништва 2011. године, Матенци су имали 482 становника.

## Попис1991.
На попису становништва 1991. године, насељено место Матенци је имало 472 становника, следећег националног састава:
| Попис 1991.‍  | Попис 1991.‍  | Попис 1991.‍ | Попис 1991.‍ | Попис 1991.‍ |
| ------------ | ------------ | ----------- | ----------- | ----------- |
|              |              |             |             |             |
| Хрвати       | Хрвати       |             | 460         | 97,45%      |
| Италијани    | Италијани    |             | 1           | 0,21%       |
| Македонци    | Македонци    |             | 1           | 0,21%       |
| Муслимани    | Муслимани    |             | 1           | 0,21%       |
| Немци        | Немци        |             | 1           | 0,21%       |
| остали       | остали       |             | 1           | 0,21%       |
| неопредељени | неопредељени |             | 3           | 0,63%       |
| непознато    | непознато    |             | 4           | 0,84%       |
| укупно: 472  |              |             |             |             |